# Schwesternhelferin
Schwesternhelferinnen oder Pflegediensthelfer unterstützen in Deutschland Alten-, Gesundheits- und Krankenpfleger bei ihrer Arbeit in ambulanten Pflegediensten, Seniorenheimen und (seltener) Krankenhäusern. Sie übernehmen dabei pflegerische und hauswirtschaftliche Tätigkeiten, um  Pflegefachleute zu entlasten und den Patienten eine umfassende Betreuung zu bieten. 

## Lehrgänge
Ein bestimmter Bildungsgang ist nicht vorgeschrieben.  Die Ausbildung zur Schwesternhelferin bzw. zum Pflegediensthelfer wird von verschiedenen Verbänden, so etwa dem DRK oder dem Malteser Hilfsdienst, in Form eines Lehrgangs angeboten, der mit einer verbandsinternen Prüfung abgeschlossen wird. Schwerpunkt ist die Altenpflege.
Die Schwesternhelferinnen-Lehrgänge bestehen im Prinzip aus zwei Teilen. Mehrere Wochen Unterricht (Gesamtstundenzahl ca. 80–150) und begleitend oder danach einem Praktikum, meistens in einer Altenpflegeeinrichtung. Inhalt der Ausbildung ist die Vermittlung von praktischen Fertigkeiten in der Grundpflege, Verbände, Erste Hilfe, Lagerung im Krankenbett, Essen anreichen, Körperpflege im Bett u. ä. Von den 120 Stunden des Lehrgangs werden 55 Stunden im Lehrsaal praktisch geübt.
Nach dem Lehrgang absolvieren die Teilnehmer beispielsweise ein 14-tägiges Pflegepraktikum, um die erlernten Handgriffe in der Praxis zu festigen. Eine frühere berufliche Tätigkeit in der Pflege kann teilweise hierauf angerechnet werden. Das Pflegepraktikum wählen die Teilnehmenden nicht überall selbst. Es dient zum Teil der Finanzierung des Kurses.
Die Prüfungen werden sehr unterschiedlich gehandhabt.
Zum Teil sind Lehrgangsgebühren von etwa 300 € zu bezahlen; an bayerischen Fachoberschulen sind sie Teil der Ausbildung im sozialen Zweig. Bei Arbeitslosen werden die Lehrgangsgebühren in der Bundesrepublik Deutschland oft von der Bundesagentur für Arbeit als „Orientierungsmaßnahme“ übernommen, um die Eignung für einen Pflegeberuf festzustellen (Stand: 2006).
Diese Lehrgänge zum Pflegediensthelfer sind „Basisqualifikation“ für die Gesundheits- und Krankenpflege oder für die Gesundheitsfachberufe. Sie bieten ein ideales Sprungbrett in die Berufswelt der Pflege und Medizin, weil die damit verbundenen Hilfstätigkeiten einen Einblick in die angestrebten Berufe erlauben. Ein Anspruch auf eine bestimmte berufliche Tätigkeit entsteht nicht. (Die Malteser betonen dies auf ihrer Homepage ausdrücklich.)
Darüber hinaus können im Bundesland Nordrhein-Westfalen ab dem 1. Januar 2007 Pflegehilfskräfte einen Aufbaulehrgang zur Behandlungspflege gemäß § 37 Abs. 2 SGB V, Leistungsgruppe I, absolvieren und dürfen in der häuslichen Pflege bei entsprechendem Schulungsnachweis und einer zweijährigen Berufspraxis zum Beispiel Verbände wechseln, den Blutzuckerspiegel messen und subkutane Injektionen wie Insulin geben.
Manche Verbände gewinnen durch diese Ausbildungen auch Nachwuchs speziell für ihre Verbandstätigkeit oder um für Fördermittel der Bundesregierung den Nachweis zu erbringen, dass sie im Bereich der Katastrophenvorsorge aktiv sind. Diese Fördermittel sind evtl. für den Verband existenzsichernd. Von daher ließe sich daraus vielleicht auch eine gemeinnützige Wirkung der Kurse herleiten.